# Iperostosi corticale infantile
Per  iperostosi corticale infantile in campo medico, è una malattia caratterizzata da ingrossamento delle ossa (iperostosi), che colpisce i neonati, si manifesta più frequentemente nella zona mandibolare.

## Epidemiologia
Nei soli USA l'incidenza risulta essere 3 ogni 1000 bambini nata, l'insorgenza dei sintomi è stata calcolata fra le 9 e le 11 settimane dalla nascita.

## Storia
Il primo medico a descrivere la malattia fu John Caffey nel 1945.

## Sintomatologia
I sintomi e i segni clinici presentano dolore diffuso, febbre, disfagia, pleurite e irrequietezza del bambino. Dagli esami del laboratorio si mostra un innalzamento dei valori della VES.

## Esami
- Radiografia, dove si evidenziano anomalie di crescita irregolare sotto lo strato del periostio